# Musique d'ambiance
 (janvier 2021).
Si vous disposez d'ouvrages ou d'articles de référence ou si vous connaissez des sites web de qualité traitant du thème abordé ici, merci de compléter l'article en donnant les références utiles à sa vérifiabilité et en les liant à la section « Notes et références ».

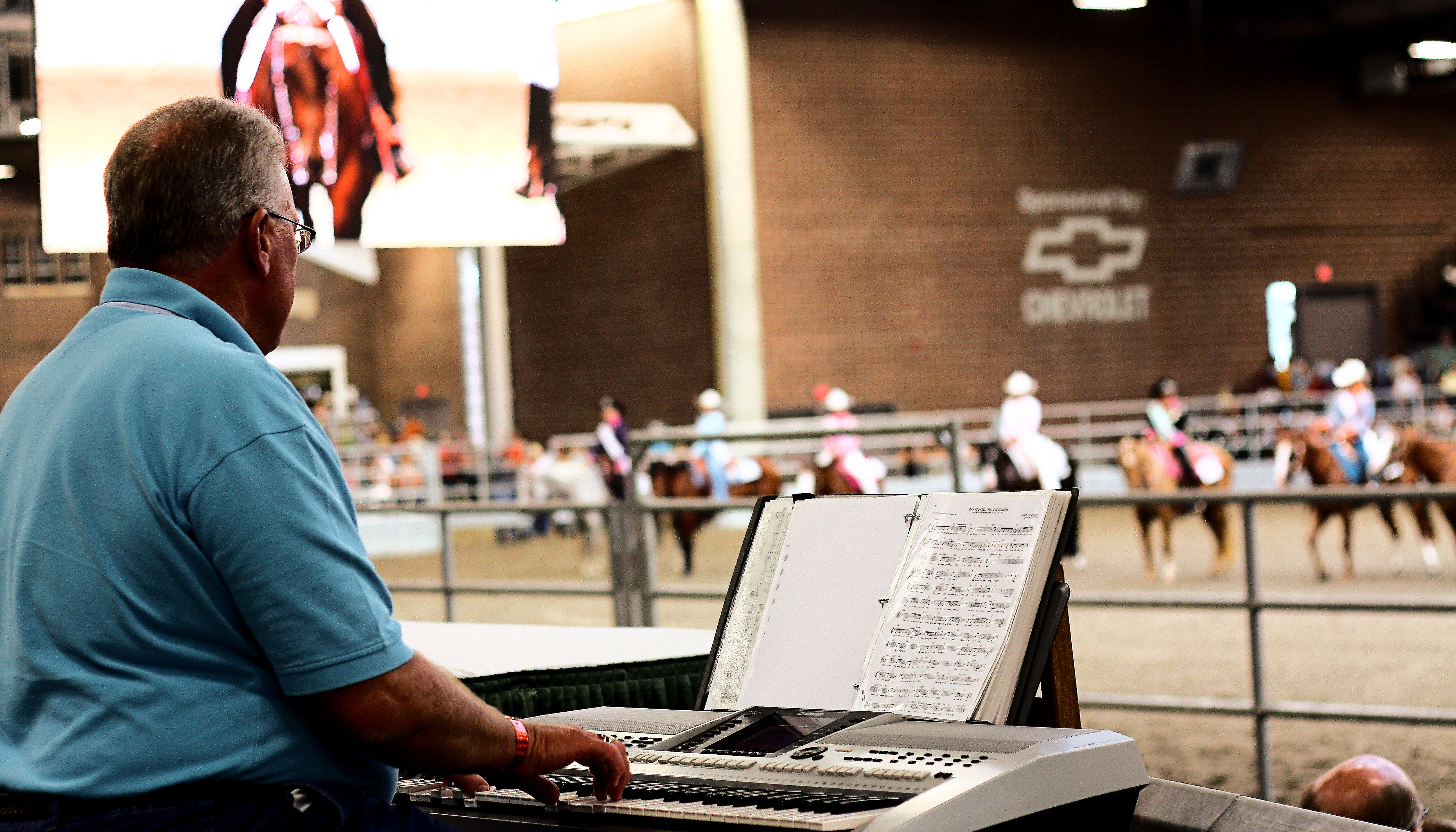
Un claviériste assure une musique d'ambiance pendant une compétition de sport équestre.

On appelle musique d'ambiance ou musique de fond une musique dont le but n'est pas d'être écoutée avec attention par une audience donnée, mais davantage de « masquer le silence » et de créer une ambiance particulière en établissant un fond sonore discret et agréable. On utilise notamment la musique d'ambiance dans les lieux accueillant du public, tels les commerces, halls d'exposition, salles d'attente, musées, cafés-hôtels-restaurants, espaces de bureaux, etc.
En Amérique du Nord, le terme muzak, tiré du nom de l'entreprise qui a popularisé le concept de musique d'ambiance, est couramment employé pour désigner cette dernière, et les divers styles de musique qui en partagent les caractéristiques principales — reprises instrumentales fades ou à petit budget, par exemple.

## Historique
Les premiers tests techniques, encouragés par des études réalisées sur commande, sont menés dans les années 1950 par la société américaine Muzak. Il ressort de ces études que l'efficacité des travailleurs en usine serait stimulée par des cycles alternant quinze minutes de musique, graduellement de plus en plus entraînante, suivies de quinze minutes de silence, etc.
L'essor de la musique d'ambiance est concomitant avec l'essor de la société de consommation et le développement du tourisme de masse. On peut l'établir aux années 1950 aux États-Unis et aux années 1960 en Europe de l'Ouest. L'accroissement du nombre de commerces, magasins, supermarchés, centres commerciaux, ainsi que la prolifération des hôtels, chaînes de restauration, et la construction de nombreuses gares et aéroports sont les facteurs principaux de la création, du développement et du perfectionnement de la dite musique d'ambiance.
Dans les années 1960 et 1970 se popularise alors, mais uniquement aux États-Unis, le terme de musak. Ce terme vient du nom de la compagnie homonyme et est utilisé spécialement pour la musique de fond diffusée dans des environnements publics et commerciaux. Plus généralement, muzak décrit le type de musique couramment utilisé à ces fins : musique peu exigeante, agréable et « inoffensive ». À l'origine, il s'agissait d'une marque de commerce de la société américaine Muzak Holdings, qui produisait en masse, et avec grand succès, cette musique de fond. Après avoir connu une décroissance progressive durant les années 1980 et 1990, l'entreprise est rachetée par son concurrent Mood Media, une société canadienne, en 2011.
Les grands bonds réalisés dans l'histoire des sciences et techniques depuis les années 1950 jusqu'à nos jours accompagnent à chaque instant le développement de la musique d'ambiance, de sa version primitive, jusqu'à sa haute-technicité actuelle :
- avancées dans les technologies d'information et de la communication : satellite, internet, fibre optique, 5G ;
- avancées dans les méthodologies marketing : 4P, segmentation, analyse de marché, etc. ;
- avancées dans les neurosciences : production d'adrénaline corrélée au niveau sonore et au tempo (BPM), production d'endorphine corrélée au répertoire musical joué (titres connus et appréciés versus titres inconnus), etc. ;
- avancées en informatique et intelligence artificielle.

## Dessein et utilisation
Dès les années 1950, afin de se différencier de ses potentiels concurrents, toujours plus nombreux dans une économie de marché en plein boom de l'après guerre, et en pleine montée de la société de consommation, chaque boutique, chaque commerce, chaque hôtel, chaque restaurant joue de diverses stratégies pour attirer sa clientèle de prédilection (clientèle cible ou cible marketing) et la rendre loyale à son enseigne. Des instruments comme l'installation lumineuse, un personnel formé et de qualité, le mobilier, la décoration, et bien évidemment la musique d'ambiance sont alors les leviers fondamentaux de leur stratégie d'attractivité et de différentiation.
Certaines musiques sont alors spécialement composées pour devenir des musiques d'ambiance en tant que telles : mélodies sans prétention, les plus neutres possible, qui doivent plaire au plus grand nombre. Ces musiques sont désignées par le terme peu flatteur de « musique d'ascenseur ». Ces mélodies s'inspirent de musiques souvent connues et de divers genres, tels le jazz, le blues, la pop, la musique classique, etc. Depuis les années 1960, de nombreuses recherches expérimentales en psychologie sociale, conduites en situation naturelle et portant sur deux aspects de la musique (d'une part ses composantes — tempo, intensité —, d'autre part son style — classique, moderne), montrent les effets d'une ambiance musicale sur le comportement du consommateur.  
Depuis le milieu du XXe siècle, le son a trouvé une place encore plus importante dans l'offre commerciale et a donné lieu à ce qu'on appelle le marketing auditif, appelé aussi marketing sonore ou musical.

## Musique de fond dans des environnements publics et commerciaux
Si la musique de fond dans les espaces publics est perçue par de nombreux auditeurs comme agréable ou pas du tout remarquée, d'autres la perçoivent comme une nuisance en raison de son omniprésence. La chaîne de magasins de mode Abercrombie & Fitch est par exemple citée pour son utilisation d'une musique sous licence (c'est-à-dire des titres connus provenant des Charts et autres Top 50 nationaux ou internationaux) à volume très élevé. La modulation du volume de la musique d'ambiance dans un but psychologique précis sur une population / audience donnée fait l'objet de nombreuses publications académiques et commerciales (agences marketing, instituts statistiques, etc.).

## Historique des supports de diffusion
Le marché spécialisé de la musique d'ambiance a, au fil des années, connu les mêmes évolutions que les supports d'enregistrement et de diffusion destinés au grand public. Ainsi, on trouve chronologiquement la diffusion par lignes électriques de Muzak Inc., puis des systèmes concurrents utilisant des formats de disques microsillon propriétaires, par exemple chez Seeburg, fabricant majeur de juke boxes avec le Seeburg 1000 « Background Music System », ou des bandes magnétiques dans divers formats de cartouches audio de grande capacité comme le 3M Cantata. Ces divers systèmes étaient généralement loués et les disques ou bandes restaient la propriété du fabricant. Concomitamment, des fabricants généralistes ont mis sur le marché des lecteurs de disques, cassettes audio, cartouches 8 pistes ou disques compacts à carrousel permettant la diffusion ininterrompue et de très longue durée de supports musicaux issus du commerce traditionnel, autorisant une sélection entièrement personnalisée jusque-là impossible de par la fermeture des formats destinés à la location. L'avènement des supports numériques de grande capacité et, dans la foulée, celui de la diffusion par internet, qui pour sa part a permis aux grandes enseignes de centraliser et normaliser la diffusion musicale de tous leurs points de vente, ont mis un terme au marché de la location de matériel analogique dans les années 1990.